# علوم التغذية
تُعرف أيضاً بالمصطلح العلمي (بالأنكليزية Trophology)  وهو علم يَدرس فسلجة عملية التغذية خاصة تغذية جسم الإنسان، يُفسر المواد الغذائية والمواد الأخرى في الطعام التي لها علاقة بالمناعة والنمو والتكاثر والصحة والمرض الكائن الحي.

## التاريخ
جرى دراسة مجال التغذية من قِبل الكيميائين قبل جعله علم متخصص ذو دراسة مستقلة، حيث جرى فحص المكون الكيميائي للطعام وركزت دراسة تغذية الإنسان على جزيئات الطعام الكبيرة مثل البروتينات والدهون والكربوهيدرات منذ القرن التاسع عشر.
كانت جودة الغذاء تقاس فقط بواسطة كمية الاستهلاك للطاقة الغذائية قبل اكتشاف الفيتامينات والمواد الحيوية الأخرى.
قامَ العالم Kenneth John Carpenter باختصار السنوات الأولى من القرن العشرين حيث عَرفها بأسم حقبة الفيتامينات عن طريق تاريخه القصير في هذا المجال.
أُكتِشفَ أول فيتامين وهو فيتامين باء1 وعُرف كيميائياً بأسم (الثيامين) عام 1926، لُحق باكتشاف فيتامين سي عام 1932 وتأثيراته على الصحة والوقاية من داء الاسقربوط (عوز فيتامين سي) وأثبت علمياً لأول مرة.
نشأت شهادات البكالوريوس والماجستير في علوم التغذية في الخمسينيات من القرن الماضي بإلحاح من قِبل عالم الفسلجة البريطاني John Yudkin في جامعة لندن.
أصبح هذا المجال علم ذو تخصص مستقل رسمي في ألمانيا في نوفمبر عام 1956 عندما تولى Hans-Diedrich Cremer منصب رئيس فرع التغذية البشرية في مدينة غيسن الألمانية. كان مقر معهد علوم التغذية في البداية في أكاديمية البحث الطبي و التعليم الإضافي، ثم نُقل إلى كلية الطب البشري عند افتتاح جامعة Justus Liebig أو ما تعرف بأسم جامعة غيسن. حصلَ افتتاح سبع جامعات أخرى مع مؤسسات مماثلة في ألمانيا في وقت لاحق.
جرى التركيز على الدهون الغذائية والسكريات من خمسينيات إلى سبعينيات القرن الماضي، بينما صُب التركيز حول الأمراض المتعلقة بالغذاء والمكملات الغذائية من سبعينيات إلى تسعينيات القرن الماضي.

## الأمتياز أو التباين
ارتبط هذا العلم مع علم الطعام في أغلب الأحيان. يستخدم مصطلح (Trophology) عالمياً وهو خاص لعلوم التغذية في جميع اللغات الأخرى، وهو مصطلح مؤرخ باللغة الإنجليزية. يجري استخدامه اليوم أحياناً لوصف مفهوم (الجمع بين الأطعمة) وهو مفهوم تغذوي ينصح بخلط أغذية معينة أو عدم تناول مجموعات معينة من الأطعمة. وقد أعتُبر علم البيئة فرع من فروع علم التغذية.

## الدراسات الأكاديمية و التعليم
يُدرس علم التغذية باعتباره مادة مستقلة في الجامعات حول العالم. كان المنهاج الدراسي عبارة عن المواد الأساسية مثل مادة الأحياء والكيمياء والرياضيات والفيزياء في بداية البرامج الدراسية ثم جرى التركيز لاحقاً على الكيمياء اللاعضوية وعلم الأحياء الوظيفي والكيمياء الحيوية وعلم الوراثة. يقوم الطلاب بالتخصص في مجالات معينة في اغلب الجامعات و تشمل هذه المجالات مواد دراسية مثل الكيمياء الغذائية الخاصة وعلم وظائف الأعضاء التغذوي وقانون الغذاء والطب التغذوي، بينما يختص الطلاب المهتمين بالجانب الاقتصادي بمجال اقتصاديات الغذاء، وتُعتبر التجارب المخبرية من المناهج الدراسية في أغلب الجامعات.

## علماء التغذية البارزين
John Tucking (1910-1995) أسسَ الدرجة -  الأولى(البكالوريوس) في علم التغذية في جامعات أوروبا.
Hans Adalbert Schweigart (1900-1972) - وضعَ مصطلح المواد الحيوية.
Hans Konrad Biesalsk (1949).
Hanni Rutgers (1962).

## المجلات العلمية
-التغذية: وهي مجلة لعلم التغذية نُشرت نيابة عن جمعية التغذية.
تحرير مجلة علوم التغذية وعلوم الفيتامينات بواسطة جمعية الفيتامينات اليابانية وجمعية اليابان للتغذية وعلم الطعام و ينشرها مركز أكاديمي للنشر باليابان.
-أبحاث التغذية والأطعمة: نشرتها مؤسسة التغذية السويدية.
-المجلة الأوروبية للتغذية : نشرتها شركة النشر Springer science + Business media  بألمانيا.